# John Carew
John Alieu Carew (inglese: /dʒɒn kəˈru/; norvegese /jon ˈkɑrəv/), (Lørenskog, 5 settembre 1979) è un ex calciatore e attore norvegese, di ruolo attaccante.
Suo padre è originario del Gambia, oltre che ex portiere della nazionale gambiana, mentre la madre è norvegese.
Soprannominato Lille-John, la Jirafa e Gulliver, ha vinto per tre volte il Kniksenprisen, il titolo di calciatore norvegese dell'anno. Il 2 gennaio 2013, l'International Federation of Football History & Statistics (IFFHS) lo ha collocato al 106º posto nella classifica degli attaccanti più prolifici del XXI secolo, esaminando le marcature in campo internazionale.
Assieme ad Adrian Mutu, Zlatan Ibrahimović e Henrikh Mkhitaryan è l'unico calciatore ad aver segnato con 7 maglie diverse nelle competizioni UEFA.

## Biografia
Nato e cresciuto in Norvegia, Carew è figlio di madre norvegese, Josunn Carew, e padre gambiano, Ousinou Alieu. Ha una sorella minore, Elisabeth, musicista.
A cavallo tra il 2004 e il 2005 il calciatore fu coinvolto in una causa di paternità, assieme alla norvegese Susan Namaddu, che asseriva che Carew fosse il padre biologico del figlio Tyrese. Dopo aver rifiutato di riconoscerlo, Carew ritrattò poco prima del test del DNA (che confermò la paternità). Nel 2008 ha avuto una relazione con la cantante Alesha Dixon, durata tre mesi. Nel settembre 2009 ha iniziato a frequentare Lauren Budd, già compagna dell'attore David Walliams. Etichettato dai tabloid come calciatore altamente metrosessuale, è stato spesso ai vertici delle classifiche degli uomini norvegesi più eleganti e più sexy.
Nel 2010 risultò essere lo sportivo norvegese più pagato dell'anno, con uno stipendio annuo stimato di 35 milioni di corone norvegesi. Nel novembre 2010 dichiarò di essere stato truffato per una somma pari a 200 mila sterline da un tale Richard Esprit: quest'ultimo fu quindi condannato a 40 mesi di carcere. Nel maggio 2011 donò 200 mila corone alla Cattedrale di Oslo, così da consentirne l'apertura estiva. Un anno più tardi Carew ha dichiarato bancarotta, a causa del mancato pagamento di alcune imposte dovute allo Stato francese. La faccenda è stata successivamente chiarita come malinteso, in quanto lo Stato francese continuava a inviare i documenti nella vecchia dimora francese di Carew, da tempo disabitata, e che era stato lo Stato a dichiararlo insolvente. La questione si è risolta col ritiro dell'istanza di insolvenza.
È altamente religioso e ha di frequente fatto opere di carità. Fa attività filantropica sostenendo movimenti quali Soccer Against Crime, MOT e Ungdom mot Vold. È appassionato d'arte, tanto da essersi prestato come soggetto di un'opera avanguardista dell'artista Roderick Buchanan nei primi anni duemila.
Nel luglio 2013 ha firmato una sponsorship con la società di scommesse ComeOn!; ha inoltre partecipato alle World Series of Poker dello stesso anno. In occasione dei mondiali di calcio del 2014, ha lavorato come opinionista presso l'emittente norvegese TV 2.

## Caratteristiche tecniche
È un calciatore molto forte fisicamente, con una buona tecnica di base e con una velocità notevole per un giocatore della sua stazza. A proposito della sua rapidità, ha spesso dichiarato di dover ringraziare l'atleta John Ertzgaard, che lo ha aiutato a migliorare nello sprint. Fu definito da Gérard Houllier "un giocatore di livello internazionale: abile tecnicamente, potente, rapido". Elegante e generoso, rendendosi spesso utile per la propria squadra, che ha sfruttato le sue doti di colpitore di testa per le sponde.

## Carriera

### Club

#### Lørenskog
Carew, nelle interviste, ricorda sempre il Lørenskog come sua prima squadra. Vi arrivò in giovanissima età e se ne andò a sedici anni. In questi anni, divenne noto in patria per essere uno dei giovani più promettenti del panorama calcistico nazionale. Nel 1993, vinse un torneo giovanile nazionale con questa squadra.

#### Vålerenga

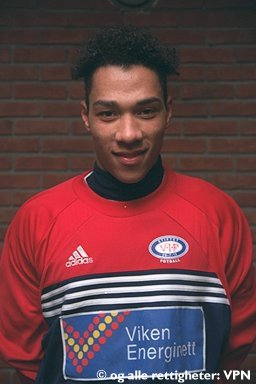
John Carew ai tempi del Vålerenga.

John Carew giocò la sua prima stagione da professionista al Vålerenga, nel 1997. In questa annata, la squadra fu iscritta alla 1. divisjon, seconda divisione del campionato norvegese. Il debutto in campionato arrivò il 14 luglio 1997, quando sostituì Kjell Roar Kaasa nella partita contro il Sarpsborg. Il 6 agosto dello stesso anno segnò la rete del definitivo 3-2 ai danni del Sogndal nei quarti di finale dell'edizione stagionale della coppa nazionale. Il 31 agosto realizzò invece le sue prime reti ufficiali in campionato per il Vålerenga, siglando una doppietta ai danni dello Hødd. Il 24 settembre 1997 si distinse per la realizzazione di una tripletta contro il Viking, in occasione della semifinale d'andata della Coppa di Norvegia. Terminò la sua prima annata da professionista con la vittoria della seconda divisione e la conquista della coppa nazionale.
Il 13 luglio 1998 Carew realizzò la sua prima rete di sempre nella massima serie norvegese, ai danni dello Strømsgodset (1-1). Il 17 settembre seguente fu invece la volta dell'esordio nelle competizioni UEFA, in occasione della gara contro il Rapid Bucarest (2-2) valida come sedicesimo di finale della Coppa delle Coppe, mettendo a referto anche le sue prime due marcature. Suo fu inoltre il sigillo finale della gara di ritorno degli ottavi contro il Beşiktaş (3-3), che valse al Vålerenga la qualificazione ai quarti di finale (il cammino dei norvegesi fu poi interrotto dal Chelsea).
Realizzò l'ultima rete in carriera con la maglia del Vålerenga l'11 luglio 1999, contro lo Skeid (2-2).

#### Rosenborg
Nell'estate 1999 Carew fu acquistato dal Rosenborg al prezzo di 23 milioni di corone norvegesi, in sostituzione del partente Sigurd Rushfeldt. Esordì con il nuovo club il 22 agosto 1999, in occasione del match di campionato contro lo Strømsgodset (1-3), decidendo peraltro la sfida con la sua prima doppietta per il Rosenborg. Il 14 settembre debuttò quindi in UEFA Champions League, in occasione della gara esterna contro il Boavista (0-3). Cinque giorni più tardi mise quindi a referto il suo primo poker di reti in carriera, contribuendo al dilagante successo sullo Skeid (1-7); esaltanti furono anche le prestazioni immediatamente successive contro il Feyenoord (2-2, due reti) e contro il Viking (3-2, due reti), che fecero cioè maturare un bottino di dieci reti in tre gare consecutive. L'anno terminò per Carew con la conquista del titolo nazionale e della sua seconda coppa di Norvegia in carriera.
Nella prima metà del 2000 Carew si distinse ancora per altre prestazioni encomiate: si ricordano in particolare la rete realizzata contro il Real Madrid in casa degli iberici (3-1) e quella contro il Bayern Monaco, in casa dei bavaresi (2-1), entrambe in Champions League. Il 3 maggio 2000, in occasione della gara da lui decisa contro il Viking (0-1), fu vittima di cori razzisti da parte della tifoseria rivale. Il 16 maggio seguente realizzò quindi la sua ultima rete con il Rosenborg, ai danni del Tromsø.

#### Valencia
Nell'estate 2000 Carew si trasferì al Valencia, al prezzo di otto milioni di euro, come sostituto di Claudio López. Il 9 settembre 2000 esordì nella massima divisione spagnola, subentrando a Juan Sánchez Romero nei minuti finali della gara persa contro il Real Madrid (2-1). Il 1º ottobre successivo realizza quindi il suo primo centro con la Taronja, ai danni del Las Palmas (5-1), esordendo peraltro come titolare. Il 21 novembre mise quindi a referto la prima marcatura internazionale con gli iberici, nella gara di UEFA Champions League contro lo Sturm Graz (2-0). Il 25 febbraio 2001 si distinse invece per la realizzazione di una tripletta che decise il match di campionato contro i rivali del Villarreal (3-1). Esaltante fu il percorso europeo: le reti di Carew contribuirono alla cavalcata fino alla finale della competizione; nei quarti, in contesa con l'Arsenal, fu proprio il Valencia a spuntarla, grazie alla rete decisiva di Carew nel match di ritorno (1-0), che valse agli iberici l'accesso alla semifinale. Dopo aver eliminato nel penultimo atto il Leeds Utd, in finale il Valencia affrontò il Bayern Monaco: ai tiri di rigore furono i bavaresi a vincere, nonostante il rigore riuscito di Carew. Pur poco costante, il rendimento di Carew per la sua prima annata al di fuori della Norvegia fu complessivamente apprezzato.
Il 19 settembre 2001, agli inizi della sua seconda annata al Valencia (in cui, per la prima e ultima volta in carriera, il norvegese potrò sulle spalle il patronimico Alieu), Carew timbrò la sua prima presenza in Coppa UEFA, subentrando a Mista nella gara esterna contro il Černomorec (0-1). Il 10 ottobre 2001, titolare nel match di Coppa del Re contro il Novelda, Carew figurò tra i quattro calciatori extracomunitari irregolarmente schierati in campo dal primo minuto dal tecnico Rafael Benítez (all'epoca vigeva infatti il limite di tre extracomunitari titolari per squadra): alla Taronja fu quindi assegnata la sconfitta a tavolino. Nel gennaio 2002 ebbe risalto mediatico la travagliata trattativa tra il Valencia e il Fulham, intenzionato ad acquisire il cartellino di Carew: il trasferimento, fissato a 12 milioni di euro, saltò a causa di un grave infortunio al ginocchio rimediato da Carew, e, a seguito di un procedimento legale che vide coinvolta come arbitro la FIFA stessa, gli inglesi dovettero versare 650 mila euro di risarcimento nelle casse degli iberici per la mancata finalizzazione dell'accordo. Pur giocando con discontinuità, al termine della stagione Carew poté fregiarsi della conquista della Primera División.
La terza stagione con la Taronja cominciò con la sconfitta nella contesa della Supercopa de España contro il Deportivo La Coruña. Tra i momenti più rilevanti della stagione si segnalano la doppietta casalinga in UEFA Champions League contro in Basilea (6-2), una rete nella vittoria esterna sul Barcellona (2-4) la fortuita rete europea contro la Roma (0-1), nata da un cross mal calibrato del norvegese, e la doppietta messa a referto nuovamente contro l'Arsenal (2-1). Nonostante le buone prestazioni di quell'anno, tuttavia, nell'estate 2003 il norvegese fu messo sul mercato, complici sia la complicata situazione finanziaria del Valencia sia il problematico rapporto con il tecnico Benítez.

#### Prestito alla Roma e Besiktas
Il 30 agosto 2003 Carew fu acquisito in prestito con diritto di riscatto alla Roma. Esordì con i capitolini il 14 settembre seguente, nella gara interna di Serie A contro il Brescia (5-0), contribuendo al dilagante successo con la sua prima marcatura in terra italiana, su calcio di rigore. Il 24 settembre fu quindi la volta dell'esordio, bagnato nuovamente col gol, in Coppa UEFA, ai danni del Vardar (4-0). Il 25 aprile 2004, in occasione della gara di campionato contro l'Empoli, passò alle cronache sportive sia per la rete messa a segno a danno dei toscani, sia per un'espulsione rimediata assieme a Jorge Vargas. Il 15 maggio seguente fu invece coinvolto in un maxi-tamponamento stradale nei pressi del Fulvio Bernardini, rimediando un colpo di frusta cervicale che gli fece concludere in anticipo la stagione. Nonostante un rendimento non sempre eccelso, Carew lasciò la Roma lasciando una buona immagine di sé sia tra gli addetti ai lavori (che lo apprezzarono per la dedizione agonistica) sia tra i tifosi (che ne apprezzarono le calorose esultanze, tra cui quella contro il Lecce, quando cioè festeggiò un proprio gol abbracciando un raccattapalle giallorosso).
Di ritorno al Valencia, nell'estate 2004 fu quindi ceduto a titolo definitivo al Beşiktaş, al prezzo di 3,5 milioni di euro. Fortemente voluto dal tecnico Vicente del Bosque, esordì con il club di Istanbul il 7 agosto 2004, nella gara di campionato contro il Malatyaspor. Realizza invece le sue prime due reti col nuovo club il 29 agosto successivo, non impedendo però la sconfitta contro il Gaziantepspor (3-4). Il 4 novembre contribuì invece al successo sull'Athletic Bilbao (3-1) in Coppa UEFA con una rete. Nonostante il raggiungimento della doppia cifra di marcature e la conquista del Premio Kniksen come miglior calciatore norvegese dell'anno, il rendimento di Carew per quella stagione non fu giudicato all'altezza delle aspettative.

#### Olympique Lyonnais
(Gérard Houllier, in riferimento al Pallone d'Oro vinto da Fabio Cannavaro, una settimana dopo la sfida tra Lione e Real Madrid.)

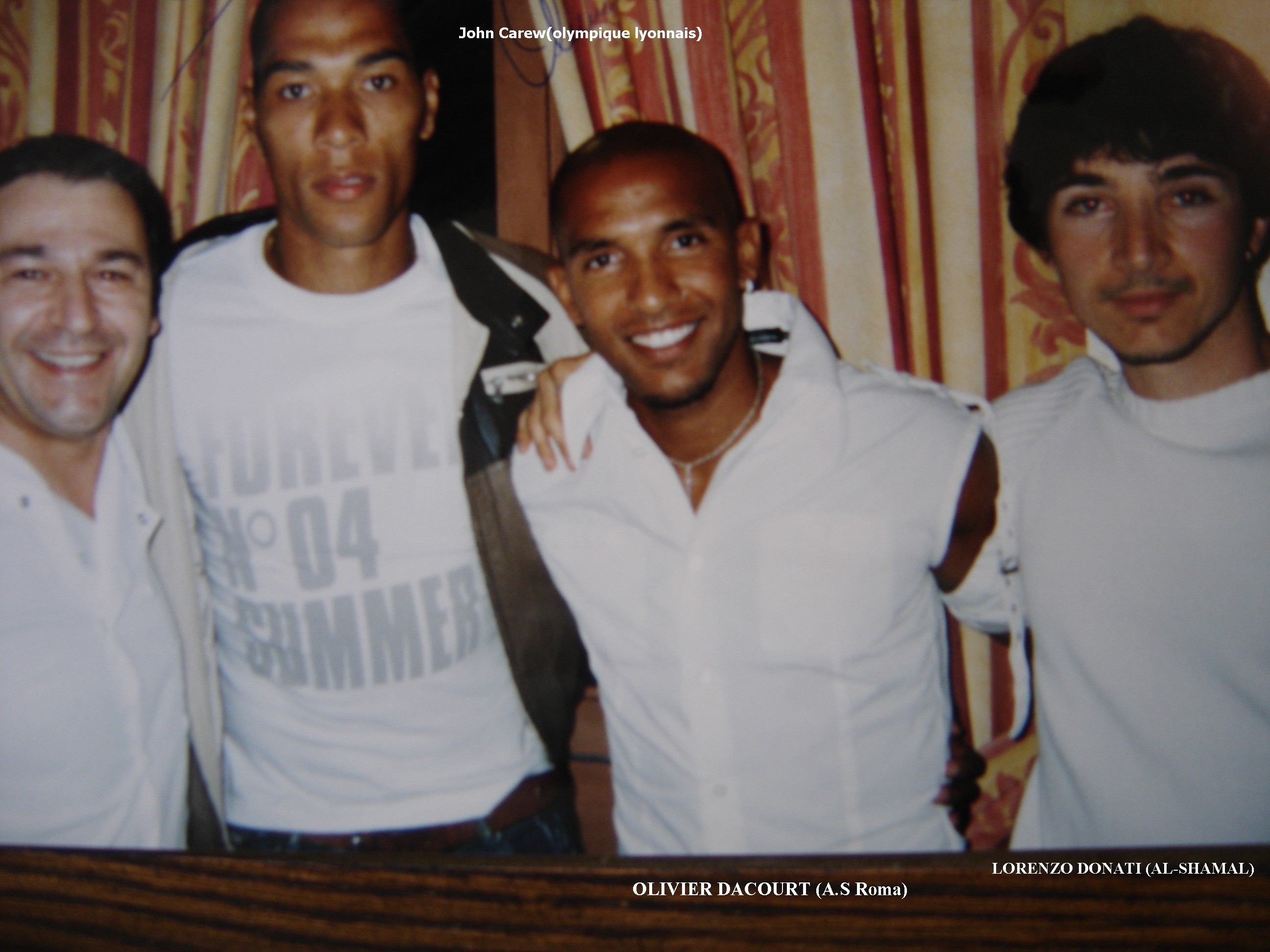
John Carew, accanto ai calciatori Olivier Dacourt e Lorenzo Donati, in una serata di beneficenza a Lione.

Il 27 giugno 2005 fu ufficializzato il trasferimento a titolo definitivo di Carew all'Olympique Lione, al prezzo di 5 milioni di euro. Debuttò con i transalpini il 27 luglio successivo, nella vittoriosa gara di supercoppa francese contro l'Auxerre (1-4), distinguendosi per la realizzazione di una tripletta. Esordì quindi in Ligue 1 il 31 luglio, prendendo parte al successo esterno contro il Le Mans (1-2), bagnando nuovamente l'esordio con una rete. Il 13 settembre 2005 aprì le marcature dell'esaltante trionfo sul Real Madrid (3-0) in Champions League. I primi mesi della stagione furono per Carew esaltanti e frequentemente coronati dal gol: si segnalano, in particolare, la doppietta europea contro l'Olympiacos e una seconda marcatura contro il Real Madrid (1-1), realizzata con un colpo di tacco che passò tra le gambe del terzino dei Galacticos Roberto Carlos, spiazzando il portiere Iker Casillas, un gesto tecnico definito dai giornalisti "geniale" e "magico". Dopo aver contribuito al successo di campionato sul Paris Saint-Germain il 2 dicembre 2005 (2-0), il norvegese rimase però a secco di gol per oltre quattro mesi, tornando a segnare nel marzo 2006 contro il Metz. Conclude comunque la stagione conquistando da protagonista il titolo nazionale.
Iniziò la stagione 2006-2007 nuovamente con la conquista della supercoppa francese contro il Paris Saint-Germain (5-4 dtr). Alcuni guai fisici pregiudicarono però l'iniziale continuità di prestazioni del norvegese. A fine novembre 2006, inoltre, furono fatte trapelare alcune dichiarazioni del norvegese su un suo possibile addio al Lione già nel gennaio successivo; furono le parole generose del presidente del Lione Jean-Michel Aulas (che si disse contento di avere Carew in rosa) a far ritrattare pubblicamente il norvegese. Il 21 novembre Carew si distinse per un'encomiata prestazione ancora contro il Real Madrid (2-2): non solo riuscì a dar del filo da torcere proprio a Fabio Cannavaro, fresco vincitore del Pallone d'Oro, per tutta la durata della gara, ma sua fu anche la rete d'apertura del match, al termine del quale l'allenatore degli iberici Fabio Capello andò a complimentarsi direttamente con Carew.

#### Aston Villa
(Martin O'Neill, durante un'intervista.)

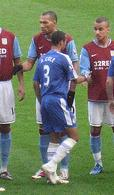
John Carew, accanto a
Agbonlahor e dietro a Cole, prima della partita contro il.

Nonostante gli accadimenti del novembre 2006, il 22 gennaio 2007 Carew si trasferì all'Aston Villa, nell'ambito di uno scambio che vide il ceco Milan Baroš accasarsi ai transalpini, del quale ereditò la maglia numero 10. Debuttò con i Villans il 31 gennaio seguente, nella gara di campionato in trasferta contro il Newcastle Utd (3-1). Realizzò la sua prima rete con gli inglesi il 3 febbraio, decidendo la gara contro il West Ham Utd (1-0). Con un bilancio di 3 reti in 11 presente, Carew contribuì al raggiungimento di un piazzamento a metà classifica al termine della stagione.

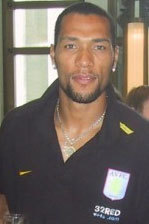
John Carew in una foto durante la stagione 2007-2008.

La seconda stagione con i Villans, nonostante un inizio travagliato (un infortunio nell'autunno 2007 che lo tiene lontano dal campo per circa due mesi), venne coronata da diversi successi personali: la conquista del secondo Premio Kniksen, la realizzazione di una tripletta contro il Newcastle il 9 febbraio 2007, che gli vale gli encomi dell'ex-bomber Stan Collymore, e il conseguimento della doppia cifra di marcature stagionali (13 reti in 32 partite).
All'inizio della stagione 2008-2009, al debutto in Coppa Intertoto UEFA, Carew realizzò una rete contro l'Odense (2-2), utile a qualificare successivamente i Villans alla Coppa UEFA della stessa annata. Il 23 ottobre 2008, il giorno della sfida europea contro l'Ajax, Carew venne sorpreso da alcuni tifosi inglesi all'uscita di uno strip club, destando le attenzioni per cattiva condotta del tecnico O'Neill. L'allenatore ha poi dichiarato il superamento di questo incidente comportamentale, confermando però la negligenza di Carew. Il 5 novembre seguente il norvegese si aggiudicò il suo terzo Premio Kniksen, eguagliando il recordi di Rune Bratseth. A partire dalla fine dello stesso mese cominciò ad accusare dolori alla schiena che lo tengono per due mesi lontano dai campi: torna infatti disponibile solo il 31 gennaio 2009, in concomitanza con la sfida contro il Wigan. Tornò al gol il 1º marzo successivo, ai danni dello Stoke City (2-2): al termine dell'annata fu proprio questa la rete selezionata dai tifosi dei Villans come miglior gol della stagione.
Nell'estate 2009 partecipò all'annuale edizione della Coppa della Pace, vinta poi dai Villans. Nonostante una sua rete nella vittoriosa gara di ritorno ai preliminari di UEFA Europa League contro il Rapid Vienna (2-1), Carew e la squadra rimediarono anzitempo l'eliminazione dalla competizione. Durante l'annata retrocesse nelle gerarchie di squadra, diventando la riserva di Emile Heskey; il 7 marzo 2010 si distinse comunque con una tripletta realizzata contro il Reading (2-4) ai quarti di finale di FA Cup. La stagione si rivela nuovamente proficua per il centravanti norvegese, che raggiunge per il terzo anno di fila la doppia cifra di reti.
Travagliati furono i primi mesi della stagione 2010-2011: nell'ottobre 2010 emerse da un'intervista al calciatore la possibilità che questi lasciasse l'Aston Villa alla scadenza naturale del proprio contratto, prevista per il giugno 2011. Fece quindi clamore il suo rifiuto di un cospicuo rinnovo contrattuale a 3,5 milioni netti di sterline all'anno. Nel novembre seguente, il tecnico Gérard Houllier (già allenatore di Carew negli anni al Lione) scelse allora di metterlo pubblicamente spalle al muro, suggerendogli di fare la propria scelta il prima possibile: tra i due seguì un diverbio verbale in cui Carew accusò Houllier di mancargli di rispetto, mentre quest'ultimo definì il norvegese uno "stupido". La questione fu poi risolta internamente attraverso un incontro privato. Il 28 dicembre 2010 destò interesse la mancata convocazione contro il Manchester City, che Houllier cercò di giustificare asserendo che il giocatore gli avesse riferito di esser rimasto bloccato in Norvegia a causa del maltempo.

#### Prestito allo Stoke City e West Ham
Al culmine del deteriorarsi del rapporto con Houllier, il 21 gennaio 2011 Carew venne ceduto in prestito breve allo Stoke City. Debuttò con i Potters già il giorno seguente, subentrando a Danny Collins nella sconfitta esterna contro il Fulham (2-0). Siglò la sua prima marcatura con il nuovo club il 5 febbraio, contribuendo al successo sul Sunderland (3-2). Nel corso dei quattro mesi in forza allo Stoke City, Carew contribuì al raggiungimento della finale di FA Cup, poi persa contro il Manchester City (1-0). Di rientro all'Aston Villa, il 27 maggio 2011 venne ufficializzata la decisione di non prolungare il rapporto tra gli inglesi e il norvegese, che resta così svincolato a fine stagione.
Il 6 agosto 2011 Carew si accasò al West Ham Utd, allora militante in Football League Championship. Debuttò quindi il 21 agosto successivo, nel pareggio di campionato contro il Leeds Utd (2-2). Realizzò quindi la sua prima marcatura con il club londinese il 1º ottobre, contribuendo al pareggio contro il Crystal Palace (2-2). Dopo diversi mesi di prestazioni insufficienti, il 31 dicembre 2011 il norvegese (assieme al compagno di squadra Frédéric Piquionne) venne pubblicamente criticato dal tecnico Sam Allardyce, che contestava loro un salario irragionevolmente alto rispetto all'effettivo rendimento. Al termine della stagione la squadra conquistò la promozione in Premier League attraverso i play-off divisionali, ma il contratto di Carew non venne rinnovato, e il calciatore rimase svincolato.

#### Il ritiro
Pur continuando ad allenarsi, da svincolato, tra l 2011 e il 2012 il calciatore si è dedicato a progetti collaterali inerenti alla moda e al cinema. Nel febbraio 2013 venne provinato per due settimane dall'Inter, con l'offerta di sostituire l'infortunato Diego Milito fino al termine della stagione: il norvegese non superò tuttavia le visite mediche. Dopo aver dichiarato di credere
che la propria carriera fosse giunta al termine, e di poter prendere in considerazione solamente un ritorno al Vålerenga, nell'ottobre 2013 Carew annunciò il ritiro dal calcio giocato.

### Nazionale

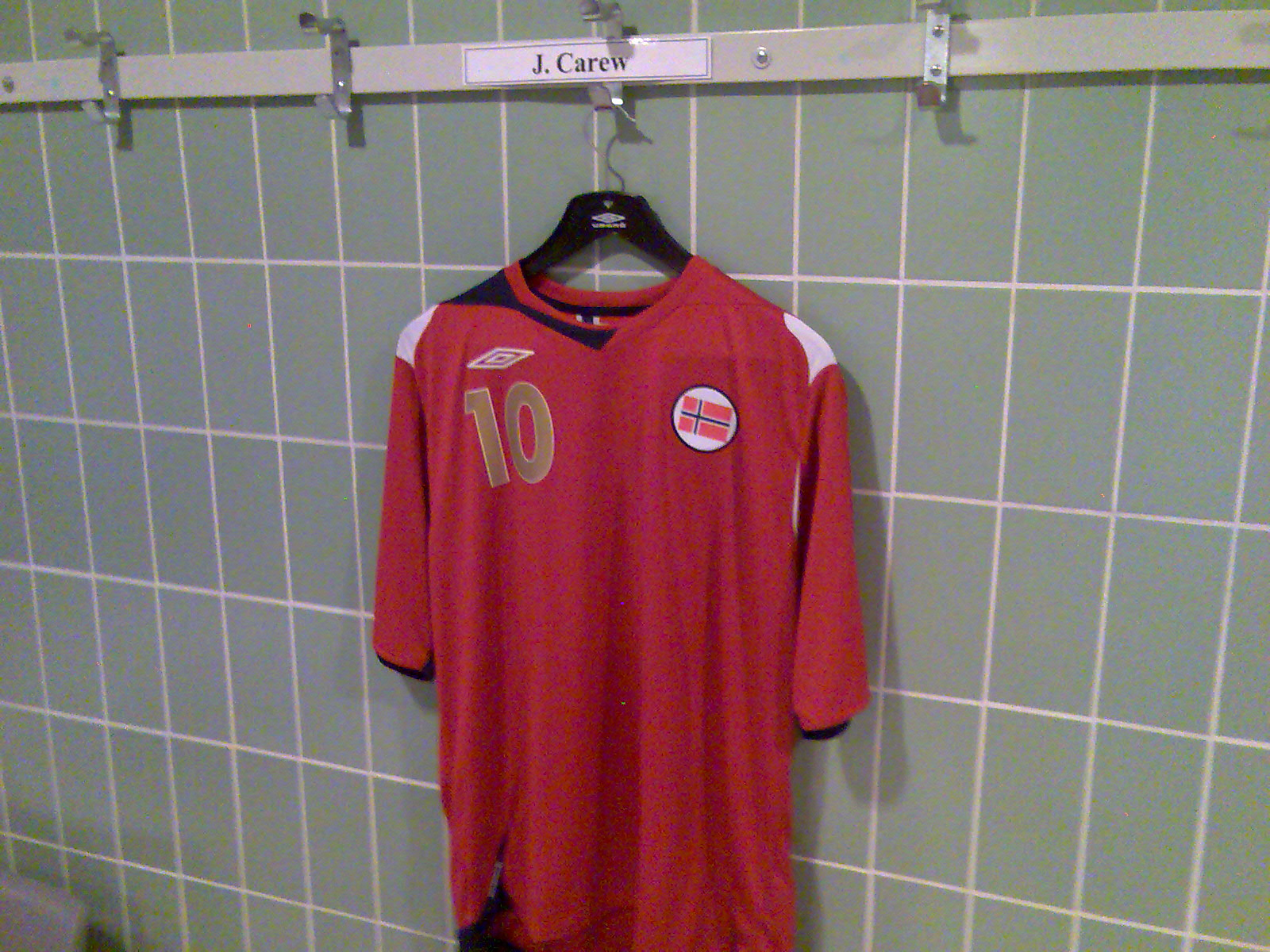
Maglia di John Carew della Norvegia, dagli spogliatoi dell'Ullevaal Stadion.

Dopo aver mancato la convocazione al campionato europeo Under-21 1998 a causa di un'infezione da mononucleosi, nel 1998 Carew fu convocato in nazionale maggiore norvegese, debuttando quindi nell'amichevole internazionale contro l'Egitto (1-1), subentrando nella ripresa ad Alf-Inge Håland; divenne così il primo calciatore di colore nella storia a vestire la maglia della selezione norvegese. Andò per la prima volta in rete nel 1999, in un'amichevole contro l'Estonia (3-3). Rilevante fu la rete di Carew che valse la vittoria norvegese in amichevole contro l'Italia (1-0): il portiere azzurro Gianluigi Buffon, nel tentativo di impedire la rete del centravanti norvegese, sbatté la mano sul palo della porta, fratturandosela, mancando quindi la convocazione ad Euro 2000. Convocato al campionato europeo del 2000, Carew presenziò a tutte le gare disputate dalla Norvegia, che non superò tuttavia la fase a gironi.
Il 5 settembre 2001 fu insignito del Premio Gullklokka per il raggiungimento delle 25 presenze in nazionale maggiore. Il 6 ottobre seguente realizzò la prima doppietta in nazionale, ai danni dell'Armenia (1-4), in una gara valevole per le qualificazioni ai mondiali del 2002. La Norvegia, tuttavia, mancò la qualificazione alla rassegna intercontinentale.
Nel settembre 2003 Carew rimediò una sospensione dalla nazionale, a seguito di una rissa che lo vide direttamente coinvolto con il connazionale John Arne Riise (che le cronache popolari ribattezzarono "battaglia di Drammen"): i due vennero infatti alle mani sul pullman della squadra dopo un litigio verificatosi in allenamento, e Carew finì per fratturare il setto nasale di Riise. Essendosi rifiutato di scusarsi per l'accaduto, venne escluso dalle convocazioni a tempo indeterminato dall'allora CT Nils Johan Semb; fu solo con l'avvicendamento di Åge Hareide alla guida della selezione norvegese che Carew fu reintegrato; Riise dichiarò poi di essersi chiarito con Carew.
Nel periodo successivo, Carew si distinse per una seconda rete contro l'Italia e per una doppietta decisiva nel trionfo norvegese sull'Argentina (2-1). Puntualmente, tuttavia, la Norvegia mancò sempre la qualifica alle rassegne europee e mondiali. Le ultime presenze di Carew con la selezione norvegese furono timbrate durante le qualificazioni ad Euro 2012; il 4 giugno 2011, nel corso della gara contro il Portogallo, il giocatore risultò visibilmente affaticato a causa della sua condizione fuoriforma. Fu quindi progressivamente accantonato dalla rosa della nazionale norvegese, contestualmente al declino della sua carriera agonistica.

## Dopo il ritiro
Dopo Dead of Winter del regista Robert Rice, Carew ha recitato nel film norvegese Høvdinger di Irasj Asantis. Nel film, uscito nelle sale norvegesi in data 1º ottobre 2014, l'ex calciatore ha recitato in lingua inglese.

## Statistiche

### Presenze e reti nei club
| Stagione           | Club               | Campionato         | Campionato | Campionato | Coppe nazionali | Coppe nazionali | Coppe nazionali | Coppe continentali | Coppe continentali | Coppe continentali | Supercoppe | Supercoppe | Supercoppe | Totale | Totale |
| Stagione           | Club               | Comp               | Pres       | Reti       | Comp            | Pres            | Reti            | Comp               | Pres               | Reti               | Comp       | Pres       | Reti       | Pres   | Reti   |
| ------------------ | ------------------ | ------------------ | ---------- | ---------- | --------------- | --------------- | --------------- | ------------------ | ------------------ | ------------------ | ---------- | ---------- | ---------- | ------ | ------ |
| 1997               | Vålerenga          | 1D                 | 10         | 5          | CN              | ?               | ?               | -                  | -                  | -                  | -          | -          | -          | ?      | ?      |
| 1998               | Vålerenga          | ES                 | 18         | 7          | CN              | ?               | 0               | CC                 | 6                  | 4                  | -          | -          | -          | ?      | 11     |
| 1999               | Vålerenga          | ES                 | 15         | 7          | CN              | 3               | 1               | -                  | -                  | -                  | -          | -          | -          | 18     | 8      |
| Totale Vålerenga   | Totale Vålerenga   | Totale Vålerenga   | 43         | 19         |                 | 3+              | 1+              |                    | 6                  | 4                  |            | -          | -          | 52+    | 25+    |
| 1999               | Rosenborg          | ES                 | 7          | 10         | CN              | 2               | 0               | UCL                | 12                 | 5                  | -          | -          | -          | 21     | 15     |
| 2000               | Rosenborg          | ES                 | 10         | 8          | CN              | 0               | 0               | -                  | -                  | -                  | -          | -          | -          | 10     | 8      |
| Totale Rosenborg   | Totale Rosenborg   | Totale Rosenborg   | 17         | 18         |                 | 2               | 0               |                    | 12                 | 5                  |            | -          | -          | 31     | 23     |
| 2000-2001          | Valencia           | PD                 | 37         | 11         | CR              | 2               | 0               | UCL                | 18                 | 3                  | -          | -          | -          | 57     | 14     |
| 2001-2002          | Valencia           | PD                 | 15         | 1          | CR              | 1               | 0               | CU                 | 8                  | 0                  | -          | -          | -          | 24     | 1      |
| 2002-2003          | Valencia           | PD                 | 32         | 8          | CR              | 1               | 0               | UCL                | 13                 | 5                  | SS         | 1          | 0          | 47     | 13     |
| Totale Valencia    | Totale Valencia    | Totale Valencia    | 84         | 20         |                 | 4               | 0               |                    | 39                 | 8                  |            | 1          | 0          | 128    | 28     |
| 2003-2004          | Roma               | A                  | 20         | 6          | CI              | 3               | 1               | CU                 | 6                  | 1                  | -          | -          | -          | 29     | 8      |
| 2004-2005          | Beşiktaş           | SP                 | 24         | 13         | CT              | 1               | 0               | CU                 | 3                  | 1                  | -          | -          | -          | 28     | 14     |
| 2005-2006          | Lione              | L1                 | 26         | 8          | CdF+CdL         | 2+1             | 0+0             | UCL                | 10                 | 4                  | SF         | 1          | 3          | 40     | 15     |
| 2006-gen. 2007     | Lione              | L1                 | 9          | 1          | CdF+CdL         | 0+1             | 0+0             | UCL                | 2                  | 1                  | SF         | 1          | 0          | 12     | 2      |
| Totale Lione       | Totale Lione       | Totale Lione       | 35         | 9          |                 | 4               | 0               |                    | 12                 | 5                  |            | 2          | 3          | 53     | 18     |
| gen.-giu. 2007     | Aston Villa        | PL                 | 11         | 3          | FA+LC           | 0               | 0               | -                  | -                  | -                  | -          | -          | -          | 11     | 3      |
| 2007-2008          | Aston Villa        | PL                 | 32         | 13         | FA+LC           | 1+0             | 0               | -                  | -                  | -                  | -          | -          | -          | 33     | 13     |
| 2008-2009          | Aston Villa        | PL                 | 27         | 11         | FA+LC           | 2+1             | 1+0             | CI+CU              | 2+2                | 1+2                | -          | -          | -          | 34     | 15     |
| 2009-2010          | Aston Villa        | PL                 | 33         | 10         | FA+LC           | 6+2             | 6+0             | UEL                | 1                  | 1                  | -          | -          | -          | 42     | 17     |
| 2010-gen. 2011     | Aston Villa        | PL                 | 10         | 0          | FA+LC           | 0+1             | 0               | UEL                | 0                  | 0                  | -          | -          | -          | 11     | 0      |
| Totale Aston Villa | Totale Aston Villa | Totale Aston Villa | 113        | 37         |                 | 13              | 7               |                    | 5                  | 4                  |            | -          | -          | 131    | 48     |
| gen.-giu. 2011     | Stoke City         | PL                 | 10         | 1          | FA+LC           | 3+0             | 1+0             | -                  | -                  | -                  | -          | -          | -          | 12     | 2      |
| 2011-2012          | West Ham           | FLC                | 19         | 2          | FA+LC           | 1+1             | 0               | -                  | -                  | -                  | -          | -          | -          | 21     | 2      |
| Totale             | Totale             | Totale             | 365        | 125        |                 | 35+             | 10+             |                    | 83                 | 28                 |            | 3          | 3          | 486+   | 166+   |

### Cronologia presenze e reti in nazionale
| Cronologia completa delle presenze e delle reti in nazionale ― Norvegia | Cronologia completa delle presenze e delle reti in nazionale ― Norvegia | Cronologia completa delle presenze e delle reti in nazionale ― Norvegia | Cronologia completa delle presenze e delle reti in nazionale ― Norvegia | Cronologia completa delle presenze e delle reti in nazionale ― Norvegia | Cronologia completa delle presenze e delle reti in nazionale ― Norvegia | Cronologia completa delle presenze e delle reti in nazionale ― Norvegia | Cronologia completa delle presenze e delle reti in nazionale ― Norvegia |
| Data                                                                    | Città                                                                   | In casa                                                                 | Risultato                                                               | Ospiti                                                                  | Competizione                                                            | Reti                                                                    | Note                                                                    |
| ----------------------------------------------------------------------- | ----------------------------------------------------------------------- | ----------------------------------------------------------------------- | ----------------------------------------------------------------------- | ----------------------------------------------------------------------- | ----------------------------------------------------------------------- | ----------------------------------------------------------------------- | ----------------------------------------------------------------------- |
| 18-11-1998                                                              | Il Cairo                                                                | Egitto                                                                  | 1 – 1                                                                   | Norvegia                                                                | Amichevole                                                              | -                                                                       |                                                                         |
| 20-1-1999                                                               | Tel Aviv                                                                | Israele                                                                 | 0 – 1                                                                   | Norvegia                                                                | Amichevole                                                              | -                                                                       |                                                                         |
| 22-1-1999                                                               | Umm al-Fahm                                                             | Estonia                                                                 | 3 – 3                                                                   | Norvegia                                                                | Amichevole                                                              | 1                                                                       |                                                                         |
| 10-2-1999                                                               | Pisa                                                                    | Italia                                                                  | 0 – 0                                                                   | Norvegia                                                                | Amichevole                                                              | -                                                                       |                                                                         |
| 27-3-1999                                                               | Atene                                                                   | Grecia                                                                  | 0 – 2                                                                   | Norvegia                                                                | Amichevole                                                              | -                                                                       |                                                                         |
| 28-4-1999                                                               | Tbilisi                                                                 | Georgia                                                                 | 1 – 4                                                                   | Norvegia                                                                | Qual. Euro 2000                                                         | -                                                                       |                                                                         |
| 31-1-2000                                                               | La Manga                                                                | Islanda                                                                 | 0 – 0                                                                   | Norvegia                                                                | Amichevole                                                              | -                                                                       |                                                                         |
| 2-2-2000                                                                | La Manga                                                                | Danimarca                                                               | 2 – 4                                                                   | Norvegia                                                                | Amichevole                                                              | -                                                                       |                                                                         |
| 4-2-2000                                                                | La Manga                                                                | Svezia                                                                  | 1 – 1                                                                   | Norvegia                                                                | Amichevole                                                              | 1                                                                       |                                                                         |
| 23-2-2000                                                               | Istanbul                                                                | Turchia                                                                 | 0 – 2                                                                   | Norvegia                                                                | Amichevole                                                              | -                                                                       |                                                                         |
| 26-4-2000                                                               | Oslo                                                                    | Norvegia                                                                | 0 – 2                                                                   | Belgio                                                                  | Amichevole                                                              | -                                                                       |                                                                         |
| 27-5-2000                                                               | Oslo                                                                    | Norvegia                                                                | 2 – 0                                                                   | Slovacchia                                                              | Amichevole                                                              | -                                                                       |                                                                         |
| 3-6-2000                                                                | Oslo                                                                    | Norvegia                                                                | 1 – 0                                                                   | Italia                                                                  | Amichevole                                                              | 1                                                                       |                                                                         |
| 13-6-2000                                                               | Rotterdam                                                               | Spagna                                                                  | 0 – 1                                                                   | Norvegia                                                                | Euro 2000 - 1º turno                                                    | -                                                                       |                                                                         |
| 18-6-2000                                                               | Liegi                                                                   | Jugoslavia                                                              | 1 – 0                                                                   | Norvegia                                                                | Euro 2000 - 1º turno                                                    | -                                                                       |                                                                         |
| 21-6-2000                                                               | Arnhem                                                                  | Slovenia                                                                | 0 – 0                                                                   | Norvegia                                                                | Euro 2000 - 1º turno                                                    | -                                                                       |                                                                         |
| 16-8-2000                                                               | Helsinki                                                                | Finlandia                                                               | 3 – 1                                                                   | Norvegia                                                                | Amichevole                                                              | -                                                                       |                                                                         |
| 28-2-2001                                                               | Belfast                                                                 | Irlanda del Nord                                                        | 0 – 4                                                                   | Norvegia                                                                | Amichevole                                                              | 1                                                                       |                                                                         |
| 24-3-2001                                                               | Oslo                                                                    | Norvegia                                                                | 2 – 3                                                                   | Polonia                                                                 | Qual. Mondiali 2002                                                     | 1                                                                       |                                                                         |
| 28-3-2001                                                               | Minsk                                                                   | Bielorussia                                                             | 2 – 1                                                                   | Norvegia                                                                | Qual. Mondiali 2002                                                     | -                                                                       |                                                                         |
| 25-4-2001                                                               | Oslo                                                                    | Norvegia                                                                | 2 – 1                                                                   | Bulgaria                                                                | Amichevole                                                              | 1                                                                       |                                                                         |
| 2-6-2001                                                                | Kiev                                                                    | Ucraina                                                                 | 0 – 0                                                                   | Norvegia                                                                | Qual. Mondiali 2002                                                     | -                                                                       |                                                                         |
| 6-6-2001                                                                | Oslo                                                                    | Norvegia                                                                | 1 – 1                                                                   | Bielorussia                                                             | Qual. Mondiali 2002                                                     | 1                                                                       |                                                                         |
| 15-8-2001                                                               | Oslo                                                                    | Norvegia                                                                | 1 – 1                                                                   | Turchia                                                                 | Amichevole                                                              | -                                                                       |                                                                         |
| 5-9-2001                                                                | Oslo                                                                    | Norvegia                                                                | 3 – 2                                                                   | Galles                                                                  | Qual. Mondiali 2002                                                     | 1                                                                       |                                                                         |
| 6-10-2001                                                               | Erevan                                                                  | Armenia                                                                 | 1 – 4                                                                   | Norvegia                                                                | Qual. Mondiali 2002                                                     | 2                                                                       |                                                                         |
| 13-2-2002                                                               | Bruxelles                                                               | Belgio                                                                  | 1 – 0                                                                   | Norvegia                                                                | Amichevole                                                              | -                                                                       |                                                                         |
| 17-4-2002                                                               | Oslo                                                                    | Norvegia                                                                | 0 – 0                                                                   | Svezia                                                                  | Amichevole                                                              | -                                                                       |                                                                         |
| 7-9-2002                                                                | Oslo                                                                    | Norvegia                                                                | 2 – 2                                                                   | Danimarca                                                               | Qual. Euro 2004                                                         | 1                                                                       |                                                                         |
| 12-10-2002                                                              | Bucarest                                                                | Romania                                                                 | 0 – 1                                                                   | Norvegia                                                                | Qual. Euro 2004                                                         | -                                                                       |                                                                         |
| 16-10-2002                                                              | Oslo                                                                    | Norvegia                                                                | 2 – 0                                                                   | Bosnia ed Erzegovina                                                    | Qual. Euro 2004                                                         | -                                                                       |                                                                         |
| 30-4-2003                                                               | Dublino                                                                 | Irlanda                                                                 | 1 – 0                                                                   | Norvegia                                                                | Qual. Euro 2004                                                         | -                                                                       |                                                                         |
| 7-6-2003                                                                | Copenaghen                                                              | Danimarca                                                               | 1 – 0                                                                   | Norvegia                                                                | Qual. Euro 2004                                                         | -                                                                       |                                                                         |
| 11-6-2003                                                               | Oslo                                                                    | Norvegia                                                                | 1 – 1                                                                   | Romania                                                                 | Qual. Euro 2004                                                         | -                                                                       |                                                                         |
| 20-8-2003                                                               | Oslo                                                                    | Norvegia                                                                | 0 – 0                                                                   | Scozia                                                                  | Amichevole                                                              | -                                                                       |                                                                         |
| 6-9-2003                                                                | Zenica                                                                  | Bosnia ed Erzegovina                                                    | 1 – 0                                                                   | Norvegia                                                                | Qual. Euro 2004                                                         | -                                                                       |                                                                         |
| 31-3-2004                                                               | Belgrado                                                                | Serbia e Montenegro                                                     | 0 – 1                                                                   | Norvegia                                                                | Amichevole                                                              | -                                                                       |                                                                         |
| 28-4-2004                                                               | Oslo                                                                    | Norvegia                                                                | 3 – 2                                                                   | Russia                                                                  | Amichevole                                                              | -                                                                       |                                                                         |
| 4-9-2004                                                                | Palermo                                                                 | Italia                                                                  | 2 – 1                                                                   | Norvegia                                                                | Qual. Mondiali 2006                                                     | 1                                                                       |                                                                         |
| 8-9-2004                                                                | Oslo                                                                    | Norvegia                                                                | 1 – 1                                                                   | Bielorussia                                                             | Qual. Mondiali 2006                                                     | -                                                                       |                                                                         |
| 9-10-2004                                                               | Glasgow                                                                 | Scozia                                                                  | 0 – 1                                                                   | Norvegia                                                                | Qual. Mondiali 2006                                                     | -                                                                       |                                                                         |
| 13-10-2004                                                              | Oslo                                                                    | Norvegia                                                                | 3 – 0                                                                   | Slovenia                                                                | Qual. Mondiali 2006                                                     | 1                                                                       |                                                                         |
| 16-11-2004                                                              | Londra                                                                  | Australia                                                               | 2 – 2                                                                   | Norvegia                                                                | Amichevole                                                              | -                                                                       |                                                                         |
| 9-2-2005                                                                | Ta' Qali                                                                | Malta                                                                   | 0 – 3                                                                   | Norvegia                                                                | Amichevole                                                              | -                                                                       |                                                                         |
| 30-3-2005                                                               | Chișinău                                                                | Moldavia                                                                | 0 – 0                                                                   | Norvegia                                                                | Qual. Mondiali 2006                                                     | -                                                                       |                                                                         |
| 4-6-2005                                                                | Oslo                                                                    | Norvegia                                                                | 0 – 0                                                                   | Italia                                                                  | Qual. Mondiali 2006                                                     | -                                                                       |                                                                         |
| 8-6-2005                                                                | Stoccolma                                                               | Svezia                                                                  | 2 – 3                                                                   | Norvegia                                                                | Amichevole                                                              | -                                                                       |                                                                         |
| 17-8-2005                                                               | Oslo                                                                    | Norvegia                                                                | 0 – 2                                                                   | Svizzera                                                                | Amichevole                                                              | -                                                                       |                                                                         |
| 3-9-2005                                                                | Celje                                                                   | Slovenia                                                                | 2 – 3                                                                   | Norvegia                                                                | Qual. Mondiali 2006                                                     | 1                                                                       |                                                                         |
| 7-9-2005                                                                | Oslo                                                                    | Norvegia                                                                | 1 – 2                                                                   | Scozia                                                                  | Qual. Mondiali 2006                                                     | -                                                                       |                                                                         |
| 12-11-2005                                                              | Oslo                                                                    | Norvegia                                                                | 0 – 1                                                                   | Rep. Ceca                                                               | Qual. Mondiali 2006                                                     | -                                                                       |                                                                         |
| 16-11-2005                                                              | Praga                                                                   | Rep. Ceca                                                               | 1 – 0                                                                   | Norvegia                                                                | Qual. Mondiali 2006                                                     | -                                                                       |                                                                         |
| 24-5-2006                                                               | Oslo                                                                    | Norvegia                                                                | 2 – 2                                                                   | Paraguay                                                                | Amichevole                                                              | -                                                                       |                                                                         |
| 1-6-2006                                                                | Oslo                                                                    | Norvegia                                                                | 0 – 0                                                                   | Corea del Sud                                                           | Amichevole                                                              | -                                                                       |                                                                         |
| 16-8-2006                                                               | Oslo                                                                    | Norvegia                                                                | 1 – 1                                                                   | Brasile                                                                 | Amichevole                                                              | -                                                                       |                                                                         |
| 2-9-2006                                                                | Budapest                                                                | Ungheria                                                                | 1 – 4                                                                   | Norvegia                                                                | Qual. Euro 2008                                                         | -                                                                       |                                                                         |
| 6-9-2006                                                                | Oslo                                                                    | Norvegia                                                                | 2 – 0                                                                   | Moldavia                                                                | Qual. Euro 2008                                                         | -                                                                       |                                                                         |
| 15-11-2006                                                              | Belgrado                                                                | Serbia                                                                  | 1 – 1                                                                   | Norvegia                                                                | Amichevole                                                              | 1                                                                       | cap.                                                                    |
| 7-2-2007                                                                | Fiume                                                                   | Croazia                                                                 | 2 – 1                                                                   | Norvegia                                                                | Amichevole                                                              | -                                                                       |                                                                         |
| 24-3-2007                                                               | Oslo                                                                    | Norvegia                                                                | 1 – 2                                                                   | Bosnia ed Erzegovina                                                    | Qual. Euro 2008                                                         | 1                                                                       |                                                                         |
| 28-3-2007                                                               | Francoforte sul Meno                                                    | Turchia                                                                 | 2 – 2                                                                   | Norvegia                                                                | Qual. Euro 2008                                                         | -                                                                       |                                                                         |
| 2-6-2007                                                                | Oslo                                                                    | Norvegia                                                                | 4 – 0                                                                   | Malta                                                                   | Qual. Euro 2008                                                         | -                                                                       |                                                                         |
| 6-6-2007                                                                | Oslo                                                                    | Norvegia                                                                | 4 – 0                                                                   | Ungheria                                                                | Qual. Euro 2008                                                         | 2                                                                       |                                                                         |
| 22-8-2007                                                               | Oslo                                                                    | Norvegia                                                                | 2 – 1                                                                   | Argentina                                                               | Amichevole                                                              | 2                                                                       |                                                                         |
| 8-9-2007                                                                | Chișinău                                                                | Moldavia                                                                | 0 – 1                                                                   | Norvegia                                                                | Qual. Euro 2008                                                         | -                                                                       |                                                                         |
| 12-9-2007                                                               | Oslo                                                                    | Norvegia                                                                | 2 – 2                                                                   | Grecia                                                                  | Qual. Euro 2008                                                         | 1                                                                       |                                                                         |
| 17-11-2007                                                              | Oslo                                                                    | Norvegia                                                                | 1 – 2                                                                   | Turchia                                                                 | Qual. Euro 2008                                                         | -                                                                       | cap.                                                                    |
| 21-11-2007                                                              | La Valletta                                                             | Malta                                                                   | 1 – 4                                                                   | Norvegia                                                                | Qual. Euro 2008                                                         | -                                                                       | cap.                                                                    |
| 6-2-2008                                                                | Wrexham                                                                 | Galles                                                                  | 3 – 0                                                                   | Norvegia                                                                | Amichevole                                                              | -                                                                       |                                                                         |
| 26-3-2008                                                               | Podgorica                                                               | Montenegro                                                              | 3 – 1                                                                   | Norvegia                                                                | Amichevole                                                              | 1                                                                       |                                                                         |
| 28-5-2008                                                               | Oslo                                                                    | Norvegia                                                                | 2 – 2                                                                   | Uruguay                                                                 | Amichevole                                                              | -                                                                       |                                                                         |
| 6-9-2008                                                                | Oslo                                                                    | Norvegia                                                                | 2 – 2                                                                   | Islanda                                                                 | Qual. Mondiali 2010                                                     | -                                                                       |                                                                         |
| 11-10-2008                                                              | Glasgow                                                                 | Scozia                                                                  | 0 – 0                                                                   | Norvegia                                                                | Qual. Mondiali 2010                                                     | -                                                                       |                                                                         |
| 15-10-2008                                                              | Oslo                                                                    | Norvegia                                                                | 0 – 1                                                                   | Paesi Bassi                                                             | Qual. Mondiali 2010                                                     | -                                                                       |                                                                         |
| 1-4-2009                                                                | Oslo                                                                    | Norvegia                                                                | 3 – 2                                                                   | Finlandia                                                               | Amichevole                                                              | -                                                                       |                                                                         |
| 6-6-2009                                                                | Skopje                                                                  | Macedonia                                                               | 0 – 0                                                                   | Norvegia                                                                | Qual. Mondiali 2010                                                     | -                                                                       |                                                                         |
| 10-6-2009                                                               | Rotterdam                                                               | Paesi Bassi                                                             | 2 – 0                                                                   | Norvegia                                                                | Qual. Mondiali 2010                                                     | -                                                                       | cap.                                                                    |
| 12-8-2009                                                               | Oslo                                                                    | Norvegia                                                                | 4 – 0                                                                   | Scozia                                                                  | Qual. Mondiali 2010                                                     | -                                                                       |                                                                         |
| 5-9-2009                                                                | Reykjavík                                                               | Islanda                                                                 | 1 – 1                                                                   | Norvegia                                                                | Qual. Mondiali 2010                                                     | -                                                                       |                                                                         |
| 9-9-2009                                                                | Oslo                                                                    | Norvegia                                                                | 2 – 1                                                                   | Macedonia                                                               | Qual. Mondiali 2010                                                     | -                                                                       |                                                                         |
| 10-10-2009                                                              | Oslo                                                                    | Norvegia                                                                | 1 – 0                                                                   | Sudafrica                                                               | Amichevole                                                              | -                                                                       | cap.                                                                    |
| 14-11-2009                                                              | Ginevra                                                                 | Svizzera                                                                | 0 – 1                                                                   | Norvegia                                                                | Amichevole                                                              | 1                                                                       |                                                                         |
| 29-5-2010                                                               | Oslo                                                                    | Norvegia                                                                | 2 – 1                                                                   | Montenegro                                                              | Amichevole                                                              | 1                                                                       |                                                                         |
| 7-9-2010                                                                | Oslo                                                                    | Norvegia                                                                | 1 – 0                                                                   | Portogallo                                                              | Qual. Euro 2012                                                         | -                                                                       |                                                                         |
| 8-10-2010                                                               | Larnaca                                                                 | Cipro                                                                   | 1 – 2                                                                   | Norvegia                                                                | Qual. Euro 2012                                                         | 1                                                                       |                                                                         |
| 12-10-2010                                                              | Zagabria                                                                | Croazia                                                                 | 2 – 1                                                                   | Norvegia                                                                | Amichevole                                                              | -                                                                       |                                                                         |
| 9-2-2011                                                                | Faro                                                                    | Polonia                                                                 | 1 – 0                                                                   | Norvegia                                                                | Amichevole                                                              | -                                                                       |                                                                         |
| 4-6-2011                                                                | Lisbona                                                                 | Portogallo                                                              | 1 – 0                                                                   | Norvegia                                                                | Qual. Euro 2012                                                         | -                                                                       |                                                                         |
| 2-9-2011                                                                | Oslo                                                                    | Norvegia                                                                | 1 – 0                                                                   | Islanda                                                                 | Qual. Euro 2012                                                         | -                                                                       |                                                                         |
| 6-9-2011                                                                | Copenaghen                                                              | Danimarca                                                               | 2 – 0                                                                   | Norvegia                                                                | Qual. Euro 2012                                                         | -                                                                       |                                                                         |
| 11-10-2011                                                              | Oslo                                                                    | Norvegia                                                                | 3 – 1                                                                   | Cipro                                                                   | Qual. Euro 2012                                                         | 1                                                                       |                                                                         |
| Totale                                                                  |                                                                         | Presenze (5º posto)                                                     | 91                                                                      |                                                                         | Reti (5º posto)                                                         | 24                                                                      |                                                                         |

## Palmarès

### Club
- Coppa di Norvegia: 2

Vålerenga: 1997
Rosenborg: 1999
- Campionato norvegese: 1

Rosenborg: 1999
- Campionato spagnolo: 1

Valencia: 2001-2002
- Supercoppa francese: 2

Olympique Lione: 2005, 2006
- Campionato francese: 1

Olympique Lione: 2005-2006

### Individuale
- Gullklokka

2001
- Giocatore norvegese dell'anno: 3

2005, 2007, 2008

## Filmografia

### Cinema
- Høvdinger, regia di Irasj Asanti (2014)
- Maleficent - Signora del male (Maleficent: Mistress of Evil), regia di Joachim Rønning (2019)

### Televisione
- Heimebane – serie TV, 10 episodi (2018)